# Curt Schiemichen
Curt Schiemichen (* 23. November 1889 in Leipzig; † 14. April 1957 ebenda) war ein deutscher Architekt, der vorwiegend in Leipzig tätig war.

Schiemichen studierte an der staatlichen Bauschule Leipzig, war später ab etwa 1925 selbständig in Leipzig tätig und wurde in den Bund Deutscher Architekten (BDA) berufen.

## Werk

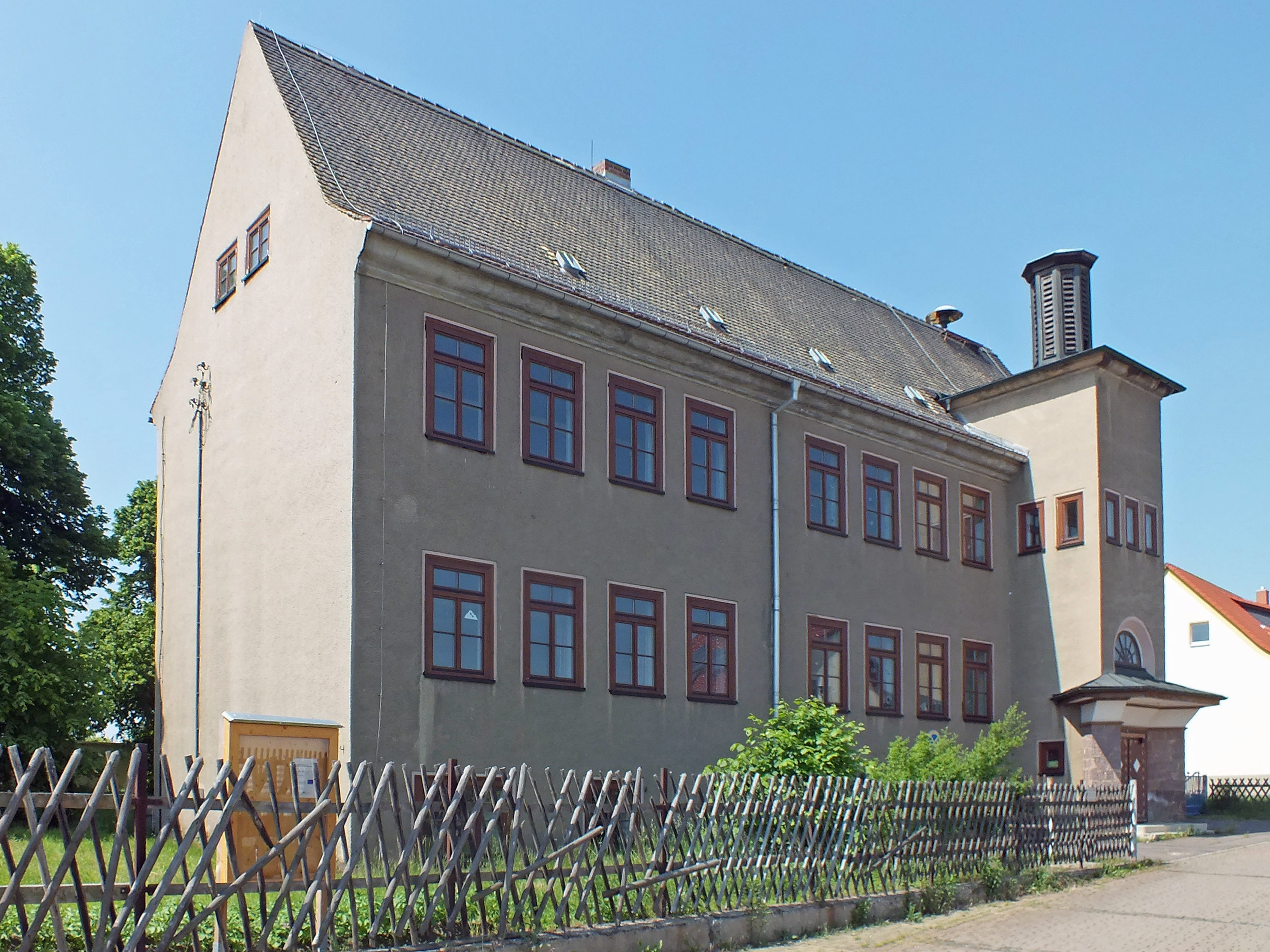
Ehemalige Schule in Wyhra

Im Bornaer Ortsteil Wyhra wurde 1926 eine Schule nach Plänen Schiemichens errichtet. Bis 1930 baute er die Siedlung Deutzen, die 113 Bergarbeiterwohnungen umfasste, für die Bergmanns-Wohnstättengesellschaft Borna auf einem ausgekohlten Gelände.
Etwa um dieselbe Zeit war Schiemichen auch zusammen mit Robert Koppe an der Baumesse-Siedlung in Leipzig beteiligt. Diese war von der Landsiedlungs- und Wohnungsfürsorgegesellschaft „Sächsisches Heim“ initiiert worden und entstand 1930 an der Zwickauer Straße. Sie sollte über Baumaterialien und -methoden informieren. Schiemichen war für die Gebäude in Stahlbeton- und Holz-Skelettbauweise zuständig, Koppe für Stahl-Skelettbauten und das eigene Baubüro der Gesellschaft „Sächsische Heim“ für Massivbauten in Ziegelmauerwerk. Schiemichens Bauten waren Mehrfamilienwohnhäuser mit drei Geschossen. Eine Vorgabe beim Bau der Siedlung war, die ortsüblichen Preise für vergleichbar große Mietwohnungen nicht zu überschreiten.
Eine weitere Siedlung nach Plänen Schiemichens wurde in den 1940er Jahren in Kitzscher gebaut, sie gilt als größte noch erhaltene Siedlung des industriellen Bergbaus in Sachsen.
Schiemichen beteiligte sich in den späten 1920er Jahren offenbar häufiger an Architektenwettbewerben. Einen von zwei 1. Preisen erhielt 1929 sein Entwurf zur Erweiterung des Stadtmuseums Bautzen unter 38 vorgelegten Arbeiten.
1928 wurde auch ein Wettbewerb um den Bau eines Messehotels in Leipzig durchgeführt, an dem sich Schiemichen mit seinem Entwurf unter dem Motto „Für Leipzigs Weltmesse“ beteiligte. Dieser Entwurf kam mit vier anderen in die engere Wahl.

### Messehallen in Leipzig
Einen 1. Preis gewann Schiemichen in dem Wettbewerb, den die Leipziger Messe- und Ausstellungs-AG im Dezember 1928 zur baulichen Ausgestaltung des Geländes der Großen Technischen und Baumesse ausgeschrieben hatte. Zunächst wurde die neue Baumessehalle 19 nach seinen Plänen errichtet, die später wie folgt beschrieben wurde: „Über einer zweigeschossigen, fensterlosen Außenwand umzog ein breites Lichtband, das auch um die Gebäudekanten geführt wurde und bis zur Traufe reichte, die Halle. Um die Lichtverhältnisse im Innern der rund 60 m breiten stützenfreie Halle noch zu verbessern, waren die Rautenbinder in ihrer gesamten Höhe und jeweils an den beiden Enden zu etwa einem Viertel ihrer Länge ebenso wie die entsprechenden Dachflächen zwischen den Bindern verglast“. 1969 wurde die Halle durch einen Neubau ersetzt.

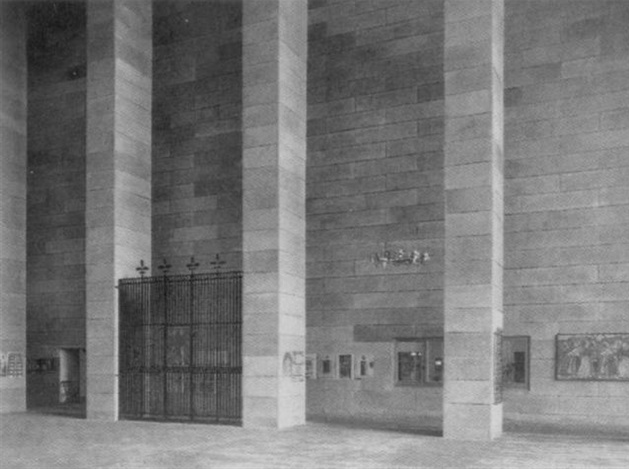
Eingang zu einer der Messehallen Schiemichens, Aufnahme von Paul Faulstich

1929 folgte längs der Reitzenhainer Straße die 245 Meter lange zweite Baumessehalle 20, an die sich die Brennstoff-, Kraft- und Wärmehalle 21 anschließen sollte. Rudolf Stegemann, der über die Halle 20 im Jahr 1930 einen Artikel schrieb, sah hier den Gedanken, Stahl und Glas als wesentliche Baustoffe einzusetzen, gegenüber dem Entwurf der Halle 19 „in vollendeter Steigerung fortgesetzt.“ Statt Rautennetzbindern wie bei Halle 19 habe Schiemichen hier Vollwandbinder eingesetzt und die Glasfläche entsprechend vergrößert, wodurch der Raum viel an Ruhe gewonnen habe. Die Außenfassade, bei der die Gefahr bestanden habe, dass ihre glatte Fläche monoton wirken werde, habe Schiemichen dadurch belebt, dass er die eisernen Stützen außen betont habe. Über der Hallenwand erhob sich laut der Schilderung Stegemanns in einer Höhe von 12 Metern ein durchgehendes Glasband an den Längsseiten der Halle 20. Eine damit verbundene Auskragung führte außen zu interessanten Licht- und Schattenwirkungen auf der Fassade und bot im Inneren der Halle Platz für die Installationsleitungen sowie zur Reinigung des Glasbands. Am Nordgiebel der Halle befand sich ein Kopfbau, in dem Durchfahrt und Verladerampe untergebracht waren und der auf die Zugangsstraßen von der Stadt her ausgerichtet war. Dadurch konnte er als Blickfang und Wahrzeichen dienen. Auch Wirtschafts- und Nebenräume für eine Messerestauration waren in diesem Kopfbau untergebracht, in dem eine Holzkonstruktion zur Verfügung stand, mittels derer innerhalb kurzer Zeit der Verladeraum in eine Messerestauration verwandelt werden konnte. Dieser Kopfbau, so Stegemann, zeige seinen Schöpfer als routinierten Messebauarchitekten, „der sich mit selten feinem Empfinden in die besonderen Belange des Messebetriebes eingefügt“ habe. Auch von der Konstruktion und der Montage der Halle zeigte Stegemann sich fasziniert. Die Messehallen wurden später umnummeriert, SchiemichensHallen erhielten die Nummern 1, 2 und 3. Die Unterlagen zu den Messehallen befinden sich im Staatsarchiv Leipzig.

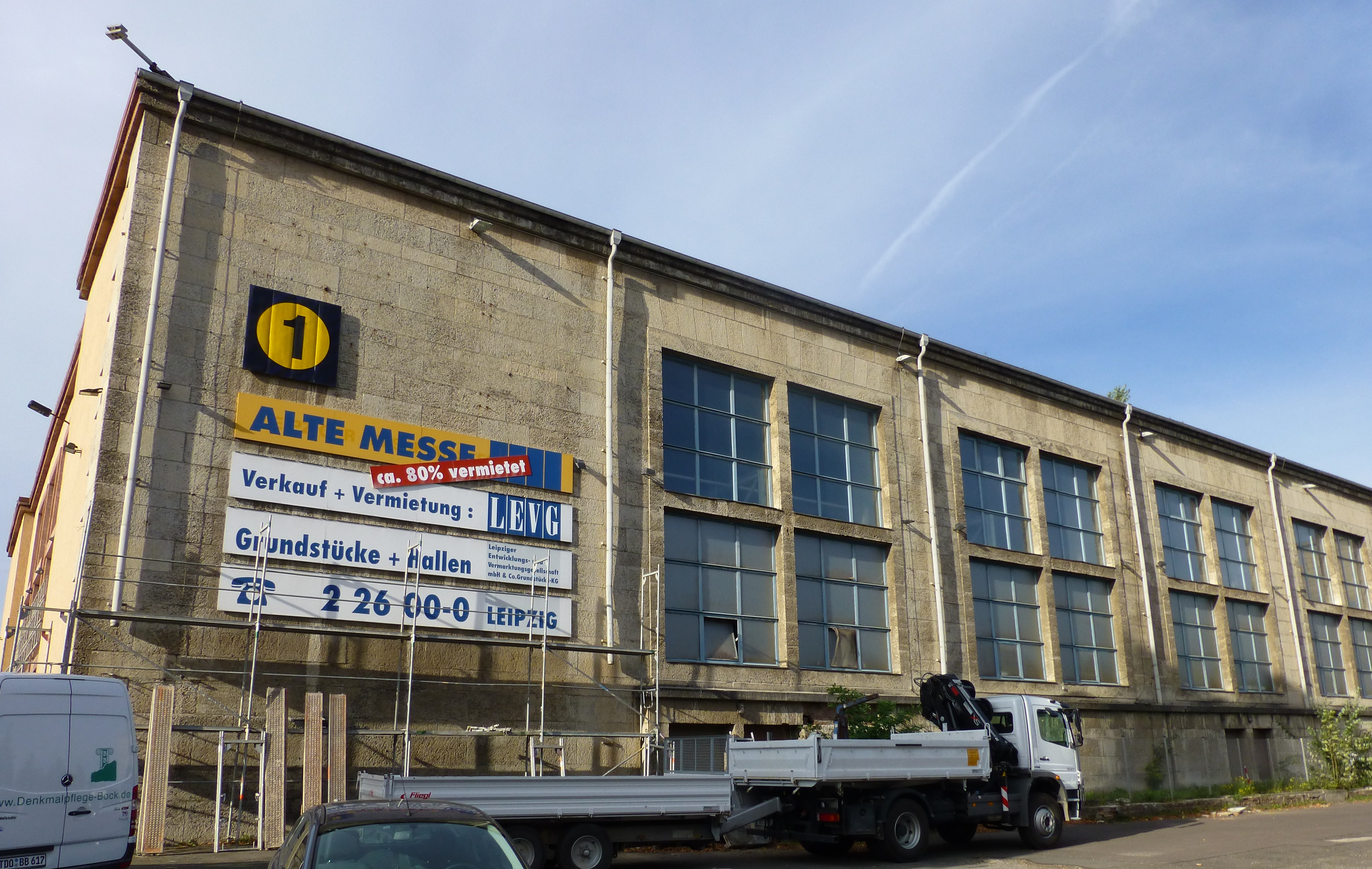
Messehalle mit Muschelkalk-Verkleidung aus den 1950er Jahren (Zustand 2012)

Der nächste Bau erfolgte deutlich später: 1937/1938 arbeitete Schiemichen die Pläne zu den Messehallen 20 und 21a zusammen mit Carl Krämer und Ernst Sagebiel in Leipzig um.
Bei seinem ursprünglichen Entwurf aus dem Jahr 1929 – damals hatte nicht der geplante Gesamtkomplex ausgeführt werden können – hatte er noch das Material Glas ausgiebig verwendet. Während der NS-Diktatur wechselte Schiemichen von Glas zu Werkstein, weshalb die Fassaden der Messehallen aus verschiedenen Epochen „wie an wenigen Stellen die Brüche des Jahres 1933 für die Architekturgeschichte“ widerspiegelten. So versah Schiemichen die Fassaden der neuen Hallen „statt der transparenten Verglasung mit einer düsteren Werksteinverkleidung, hinter der die moderne Hallenkonstruktion regelrecht verborgen“ wurde.

„Im Unterschied zu der nur wenig älteren Baumessehalle, wo die Funktion, den Innenraum ausreichend mit Tageslicht zu versorgen, die äußere Gestalt bestimmte, wird die verglaste Außenwand – von deren endgültiger Länge nur ein Drittel ausgeführt worden ist – nun an sich zum bestimmenden Gestaltungsmotiv […] Nach der Inbetriebnahme zur Frühjahrsmesse 1930 kam der Weiterbau durch die Weltwirtschaftskrise nicht zu Ausführung. Erst 1937 wurde das Vorhaben unter den veränderten Bedingungen der NS-Diktatur wieder aufgegriffen […] statt der transparenten Verglasung mit einer düsteren Werksteinverkleidung.“

Nachdem nach der Wiedervereinigung in Leipzig ein neues Messegelände entstanden war und die Gebäude der Alten Messe leerstanden, entstand ein Streit um den fast vollständigen Abriss der alten Hallen und den Neubau eines Möbelhauses auf dem Gelände der Alten Messe. Martin Wagner legte in einem Artikel dar, dass die Beibehaltung der Kubatur alleine nicht ausreiche, um den Charakter der Bebauung des Geländes zu wahren. Schiemichens Gestaltung der Fassaden habe dessen Anpassung an die architektonischen Konventionen der verschiedenen Epochen dokumentiert: „Die großen Glasflächen der Halle 3 folgten den Leitbildern des Neuen Bauens der 1920er Jahre, der Mittelteil und die strenge Steinverkleidung der Halle 1 dem Mainstream der NS-Repräsentationsarchitektur.“ Auch beklagte Wagner, die zentrale Achse der Alten Messe verkomme zur Parkplatz-Zufahrt, wodurch die städtebauliche Struktur des Areals verwischt werde. Dagegen war der Entwurf zur Neubebauung in einem Artikel in der Leipziger Volkszeitung im selben Jahr durchaus gelobt worden: „Wer ab Mitte 2013 von der Prager Straße aus auf das alte Messegelände blickt, der wird sich vorstellen können, wie Architekt Curt Schiemichen sich seine drei Messehallen 1928 vorgestellt hat. Die Leipziger Niederlassung des Düsseldorfer Architekturbüros Rhode Kellermann Wawrowsky (RKW) hat dem Wunsch der Denkmalschutzbehörde entsprochen, den originalen Portikus der mittleren Halle 2 zu erhalten und die Hallenfassade sogar wieder in seine [sic!] ursprüngliche Form zurückzubringen. Auch Gestaltungselemente von Halle 3 wurden aufgegriffen und über die gesamte Länge der rund 300 Meter breiten Fassade übertragen“, war dort zu lesen. Nach diesen Plänen wurde auch verfahren.

### Weitere Projekte in Leipzig

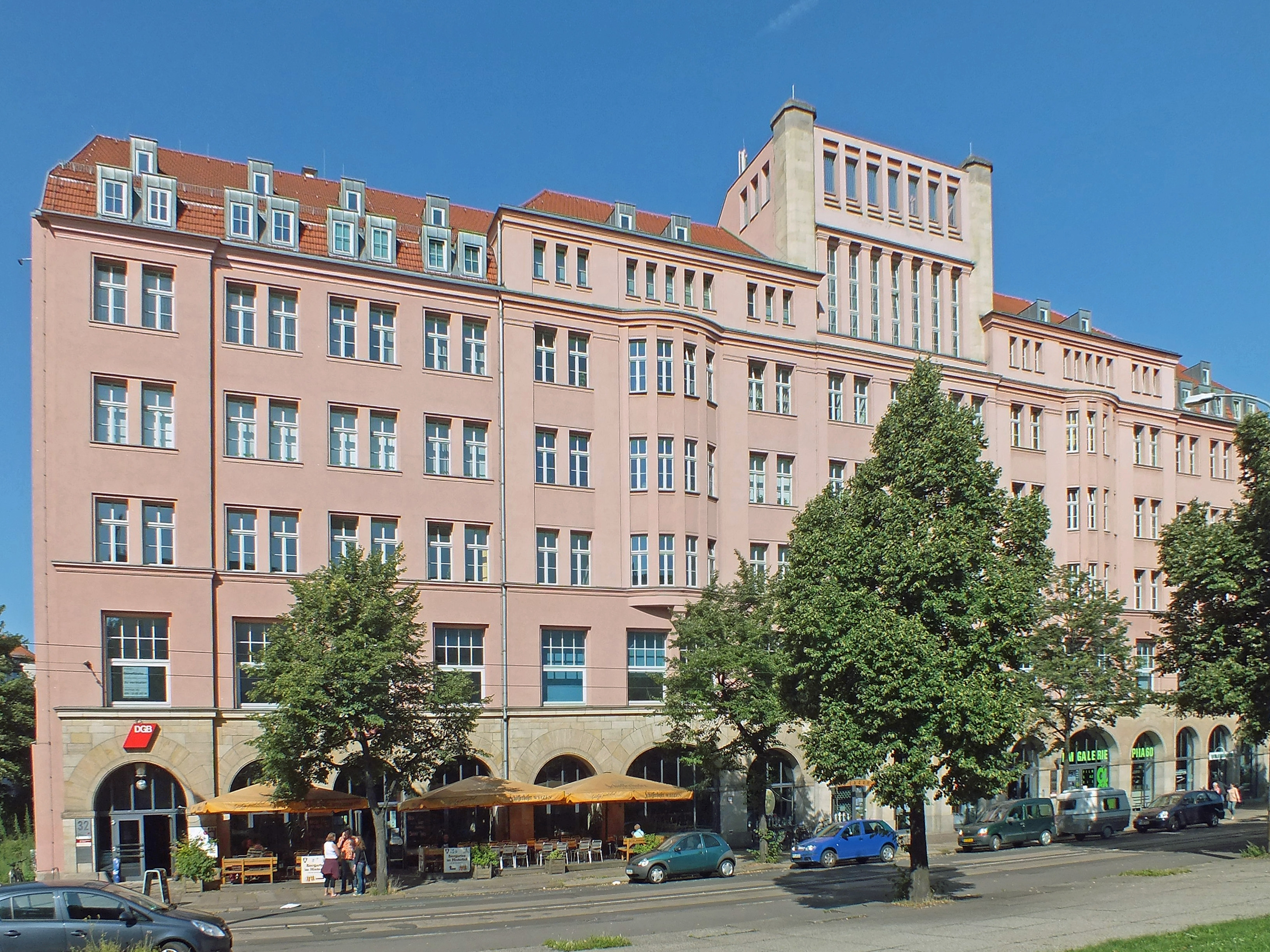
Volkshaus (Zustand 2013)

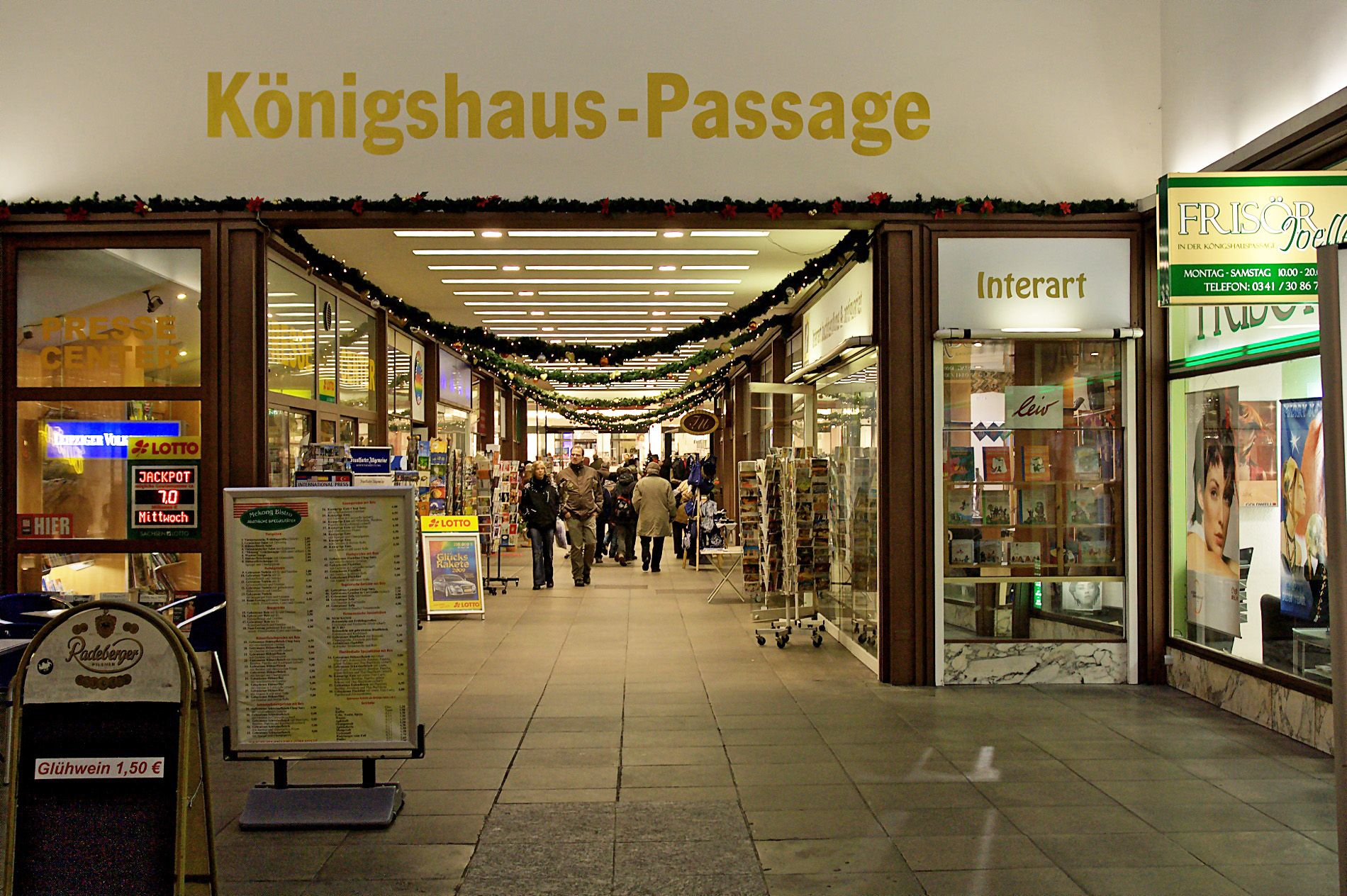
Königshaus-Passage

Schiemichen baute 1927 das Leipziger Volkshaus an der Karl-Liebknecht-Straße um, das bereits nach schweren Schäden im Jahr 1920 erheblich verändert worden war und im Wiederaufbau nach dem Zweiten Weltkrieg viele Details verlor.
1928/1929 baute Schiemichen das „Indanthrenhaus“, ein Büro- und Geschäftshaus auf dem Grundstück Grimmaische Straße 26. Das Haus wurde nach dem Textilfarbstoff Indanthren benannt, der Schriftzug INDANTHRENHAUS erstreckte sich einmal horizontal über die 12 m breite Eingangszone. Ein zweiter Schriftzug war vertikal über die gesamte Fassade befestigt und nach zwei Seiten hin sichtbar. Die vier Obergeschosse schmückten vier Lichtbänder, die quer vor den schmucklosen Fenstern verliefen: „Technische Installationen übernehmen hier die Funktion traditioneller Architekturglieder“.
Dem historischen, im 20. Jahrhundert für Messen genutzten Königshaus in Leipzig wurde nach Schiemichens Entwurf eine Passage eingebaut, die in eine hallenartige Erweiterung mündete. Weiße Marmortreppen führten auf die Galerien, in denen Cafés untergebracht wurden. Aus Schiemichens Zeit sind diese Treppen sowie Teile der Schaufensteranlage aus Messing erhalten geblieben; die Passage an sich wurde nach dem Zweiten Weltkrieg in veränderter Form wieder aufgebaut.
Für die für das Jahr 1940 geplante Reichs-Gutenberg-Feier entwarf Schiemichen im Jahr 1938 ein Ausstellungsgebäude, das als Erweiterungsbau zum Leipziger Buchgewerbehaus (Gutenbergplatz 3–7) wirkt und später auch Bugra-Messhaus genannt wurde. Das Gebäude wurde aus Handstrichziegeln errichtet, der Vorbau vor dem mittleren Treppenhaus wurde mit Skulpturen von Hermann Hammer geschmückt. Sockel, Portal und Gewände bestehen aus fränkischem Muschelkalk. Die Fassade des Baus ist in 15 Achsen gegliedert, wobei jeweils zwei Geschosse zusammengefasst werden. In 24 Räumen wurde hier eine Ausstellung zur Geschichte des Buchdrucks gezeigt, die aus der Sammlung des Verlegers Heinrich Klemm hervorgegangen war. Diese Ausstellung wurde später in die Messehalle 20 umgesiedelt. Schiemichens Bau sollte in den 1990er Jahren saniert werden; dieses Vorhaben wurde aber nicht vollendet.

## Weitere Bauten und Entwürfe
- 1925: Mehrfamilienwohnhaus Poetenweg 33a in Leipzig
- 1928: Wohnhaus Pistorisstraße 8 in Leipzig
- 1930: Mehrfamilienwohnhäuser in der Baumessesiedlung in Leipzig, Hauffweg 7, 9, 11, 13 und Leanderweg 8, 10, 12
- 1931–1932: Königshauspassage in Leipzig, Markt 17[31]
- 1933: Wohnhaus Auenstraße 19 in Leipzig
- 1933–1934: Städtischer Milchhof in Leipzig, Brandenburger Straße
- 1933–1934: Wohnhaus Zum Forstgut 9 in Leipzig
- 1937–1938: Wohnhaus Blüthner in Leipzig, Heilemannstraße 19

In Leipzig-Stötteritz wurden zwei Landhäuser nach Plänen Schiemichens errichtet.